# Los Helechos

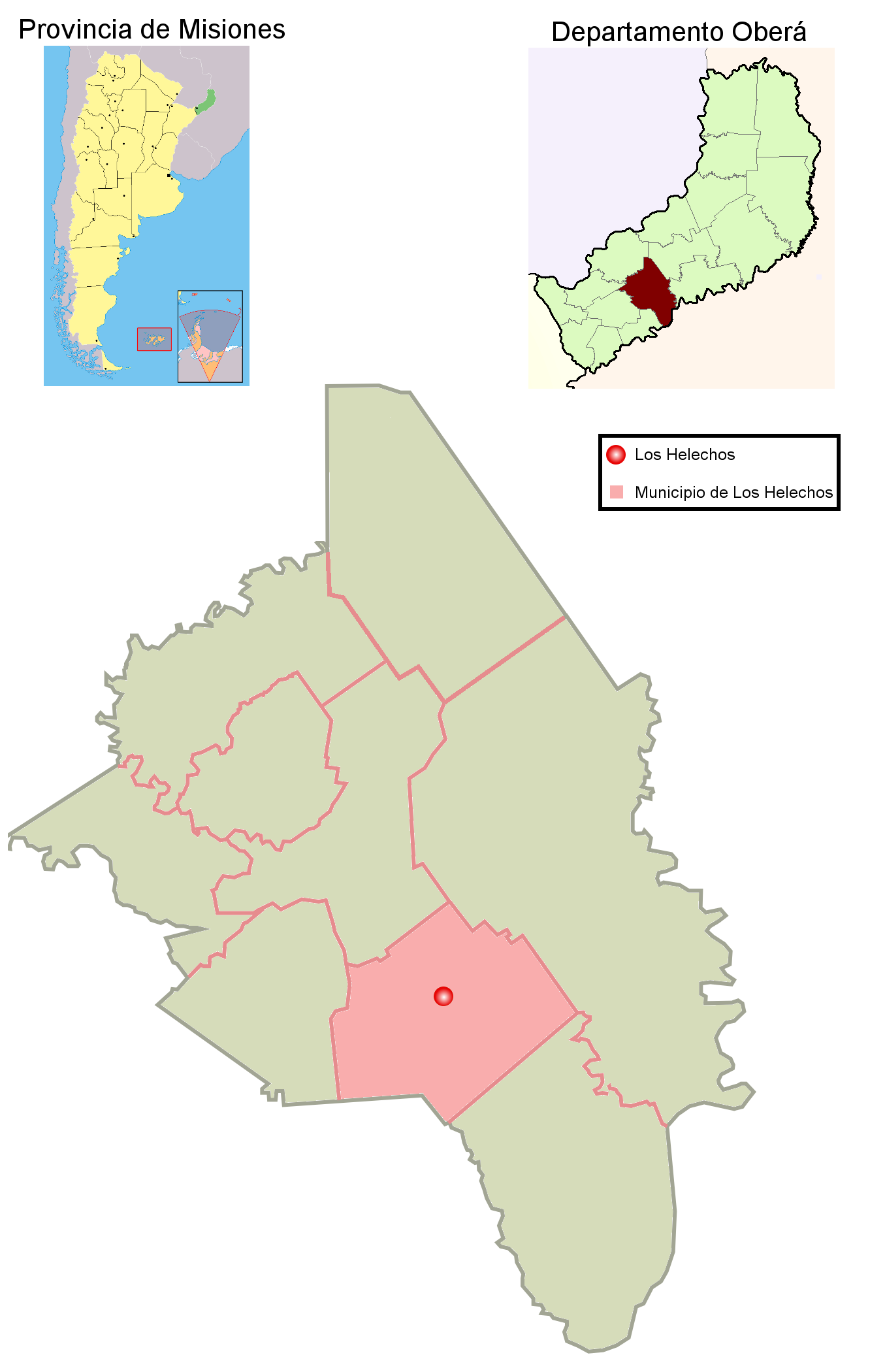
Área del municipio de Los Helechos en el departamento Oberá.

Los Helechos es una localidad y municipio argentino de la provincia de Misiones, ubicado dentro del departamento Oberá. 
Se accede a ella mediante la Ruta Provincial 5 (asfaltada) que la comunica al norte con la ciudad de Oberá y al sur con Panambí.
La zona comenzó a poblarse a comienzos de los años 1920. A fines de 1945 los colonos de la sección 13 de Colonia Yerbal Viejo solicitan la creación de una Comisión de Fomento, preludio de la actual municipalidad. La actividad económica se basa en el cultivo y secado de yerba mate y té y en la industria maderera. El municipio cuenta con una población de 3.616 habitantes, según el censo del año 2001 (INDEC).
- Datos: Q9296343
- Multimedia: Los Helechos, Misiones / Q9296343